# Chrysta Bell
Chrysta Bell Zucht (San Antonio, Texas, 20 de abril de 1978), conocida profesionalmente como Chrysta Bell, es una cantante, compositora, modelo y actriz estadounidense.

## Carrera
Bell es reconocida por su relación profesional con el director David Lynch desde 1999, con el que ha publicado tres álbumes en el género dream pop. Su voz y estilo musical han sido descritos como "etéreos" y "sensuales". Su última producción discográfica, We Dissolve, publicada en junio de 2017, fue producida por John Parish, con músicos invitados como Adrian Utley, Geoff Downes y Stephen O'Malley.
Como actriz, interpretó el papel de la agente del FBI Tammy Preston en la tercera temporada de la serie Twin Peaks, dirigida por Lynch. También se le puede ver en la película china Once Upon a Time in China and America junto a Jet Li y en la serie de televisión Switched!

## Discografía

### Solista
- We Dissolve, Meta Hari, 2017
- Chrysta Bell EP Meta Hari, 2018

### Chrysta Bell & David Lynch
- This Train, La Rose Noire, 2011
- Somewhere In The Nowhere, Meta Hari, 2016
- Cellophane Memories, Sacred Bones, 2024

### 8 1/2 Souvenirs
- Happy Feet, RCA Victor, 1998
- Twisted Desire, RCA Victor, 1999